# 亞維薩

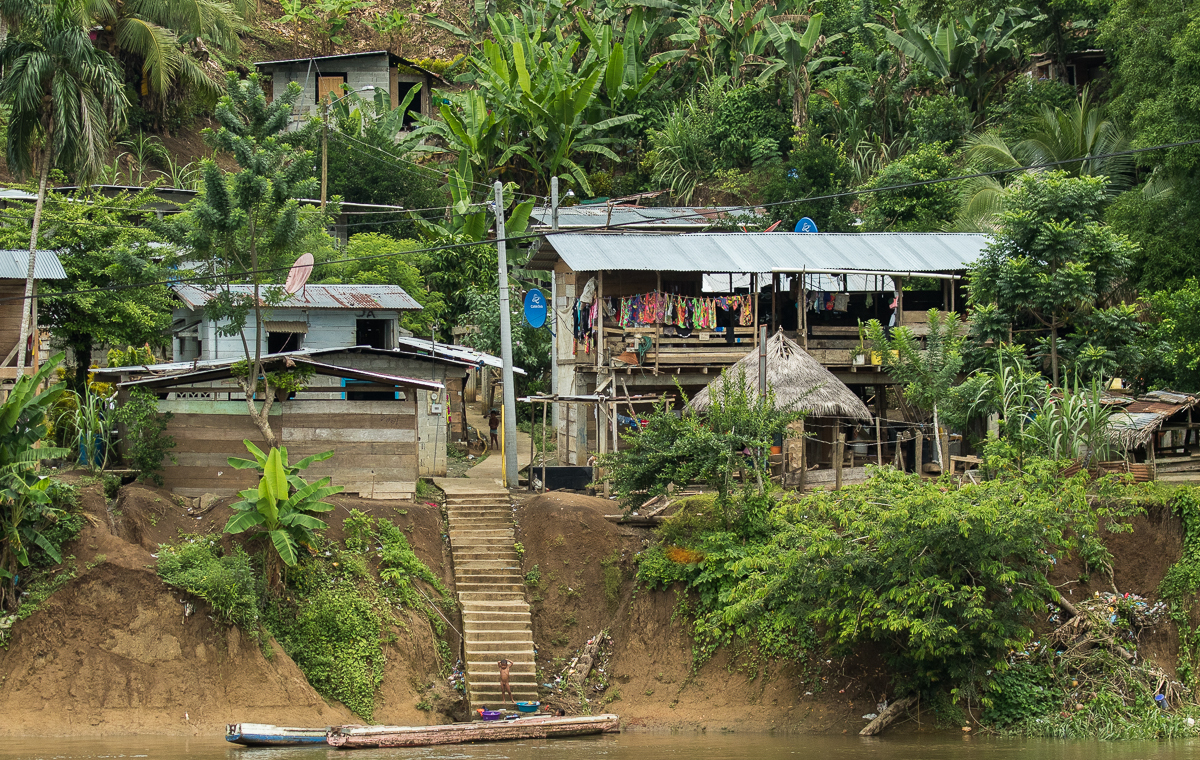
亞維薩

亞維薩（西班牙語：Yaviza）是巴拿馬的城鎮，位於該國東部，由達連省的皮諾加納區負責管轄，面積397.1平方公里，2010年該鎮人口4,441，人口密度每平方公里11.2人。
该镇同样也是泛美公路北段的终点。